# まめゴマほのぼの日記
『まめゴマ　ほのぼの日記』（まめごま　ほのぼのにっき）は、クリエイティヴ・コア（旧TDKコア、ゲーム事業は2010年に日本コロムビアが継承）のニンテンドーDS用ゲームソフト。2007年7月26日発売、CEROレーティング全年齢対象。サンエックスのキャラクターまめゴマを1年間借り受けて飼育する「育成シミュレーション」ゲームである。

## ゲーム進行
初回プレイ時に主人公の名前を決める（絵本の「ワタシとまめゴマ日記」のワタシとは異なり、小学生である）。
主人公の名前が決まると、まめゴマを専門に扱う「まめゴマ園」にまめゴマを借りに行く。
借りたまめゴマをプレイヤーは1年間、世話をしたり言葉を覚えさせたり運動させたりして過ごす。
返却日が到達すると飼っていたまめゴマはまめゴマ園に返却するが、引き続き他のまめゴマを1年間借り受けて飼育を続けることもできる。

## コマンド
ごはん
まめゴマに餌をやる。まめゴマによって好き嫌いが分かれている（食べた時の反応で分かる）。初期状態である程度の餌はあるが、なくなったらまめゴマ園で購入することができる（資金は毎週支給されるうえ、後述の「まめゴマランド」で稼ぐこともできる）。満腹になると腹這いになって満足気な表情をする。それでも食べさせると露骨に嫌な表情をする。なお、餌の中には他の動物が食べないような「飴玉」やローカル色が強い「ずんだおはぎ」などが存在する。
おそうじ
水槽が汚れてくるので、タッチペンで汚れをふき取る。きれいになるとまめゴマが喜ぶ。
おしえる
ニンテンドーDSのマイク機能を使って言葉を教える。言葉を覚えると反応したり芸をするようになる。覚えられる言葉（芸）はどのまめゴマも同じ。
あそぶ
まめゴマをタッチペンで持ったり、購入した道具を使って遊ばせることができる。定期的に遊ばせないと機嫌を損ねる。
オヤスミ
コマンドを終了し、次の週に移動する。
おでかけ
外出する。海・山・街の他、「まめゴマ園」「まめゴマランド」「写真館」に行くことができる。

## まめゴマ園
まめゴマ専門のペットショップ。定期的にまめゴマを貸し出す抽選会を行っており、主人公はこれに当選したことでまめゴマを飼うことができた。まめゴマの餌や水槽、インテリアやおもちゃを販売している（売却はできない）。

## まめゴマランド
まめゴマ専用の遊戯施設。未成年が入場できるのに勝負に勝つと現金がもらえる施設。以下のゲームをすることができる。なお、ゲームは全て無料で何度でもプレイすることができる。
ゴマアリーナ
大型種と相撲の様なゲームを行う。勝つと相手の強さによって賞金がもらえる。
ゴマサーキット
人が手を叩いた方向にまめゴマが寄ってくる習性を使った徒競争。プレイヤーのまめゴマが勝つと賞金がもらえる。
ゴマスタジアム
「ワタシとまめゴマ日記」のゴマおが得意とする「枝豆飛ばし」による射的。うまく的に当てると位置によって賞金がもらえる。
まめゴマ広場
泥だらけになった小型種を使った神経衰弱。作ったペア数によってもらえる賞金が変わる。
ゴマアリーナとゴマサーキットは手数がかかる上、コツをつかむ必要があるので難易度が高めである。ゴマスタジアムもコツをつかまないと高い賞金を得るのが難しいが、ひと操作で済むのでやや難しい程度である。一方、まめゴマ広場は時間無制限の神経衰弱なので、ボールやトランポリンなど芸に関わりのある小道具が欲しい時は便利である。なお、10月の運動会イベントのときはゴマアリーナかゴマサーキットの強制プレイになる（勝つと賞金がもらえるのは普段と同じ）。

## 写真館
まめゴマを撮影してくれるおじさんがいる施設。まめゴマ用衣装や道具を使って撮影してくれる。フィルム代や施設使用費がかかるはずだが、何枚撮っても無料である。
撮影した写真はアルバムに保存することが可能。

## まめゴマLOVE
まめゴマ愛好家が投稿する写真雑誌。写真館で撮影した写真をこの雑誌に投稿して大賞を取ることがこのゲームの隠れた目的である。投稿は毎月最終週が締切で、翌月に移るまでに投稿すれば翌月第1週に結果が掲載された雑誌を母親からもらうことができる（費用は無料）。但し、4月（初回）と翌年3月（最終発表）は投稿できないので大賞を取るチャンスは1匹の飼育期間(4月〜翌年3月)のうち10回ある。

## お見合い〜出産
1月になると母親からお見合いを勧められる。これを受けると「まめゴマ園」にて相手を探すことになる。提示された嫁(婿)候補の中からプレイヤーが相手を決めると結婚式イベントが発生する（但し、別居婚のため引き続き一匹だけ飼育する）。そして、エンディング後に二人の間に生まれた子供がお披露目される。この子供を育てることもでき、4月1週から親と同じ生活を送る。なお、親は返却後は画像だけでなく名前も言葉や文字の上で一切出てこない。

## その他
- 当初は2006年中の発売がアナウンスされたが、同年8月に翌2007年3月への延期が発表されている。なお、最初の発売の告知は「ちゃお」誌上だった。
- 食事・掃除・遊び・教育を怠ると風邪をひいてしまい、1週間コマンド実行できなくなる。しかし翌週全てのパラメータがMAXになる。
- まめゴマが水槽から逃亡したり、病気などで死亡することはない（必ず3月4週までプレイできる）。
- 食事の好みが分からない時は茹でた枝豆を与えておけばとりあえず機嫌を損ねることはない。
- 時々、母親が持っていないアイテムをくれることがある。
- カップ等、色違いがあるアイテムはどの色を与えてもリアクションは同じである。
- お椀やカップの底でいじけている状態のまま放置しておくと、バッテリーが切れるまでいじけ続ける。カップから顔を出しているときも同じ。
- シーソー等のインテリアなどは高価な割にまめゴマが乗ったり遊んだりすることができない（写真撮影時の背景にしかならない）ので2周目以降、資金が余りだしてから購入するとよい。
- イベントに矛盾点が多い。例えば、2月のバレンタインデーイベントは相手がいなくても発生する。
- お出かけ先の海・山・街は完全にランダムなので、いいイベントを出し続けたい時は随時操作する必要がある。特に、「まめゴマLOVE」で大賞を取るには、バッドイベント発生→即リセットが必要である。
- 出産シーンや生まれたベビーまめゴマを見ることはできない。エンディング後に現れる子供は成体の状態である。[3]
- 絵本やサイトに出てこない新種のまめゴマが1種類登場する。このまめゴマは結婚した子供としてのみ飼育できるが、まめゴマランドでごく稀に対戦相手として登場することもある。
- 絵本の人物（ワタシやお兄さんなど）は誰も登場しない。
- クリエイティヴ・コア(旧社名TDKコア)・サンエックス主催の写真コンテストが2008年1月31日まで行われており、大賞を取った写真を送付すると抽選でキャラクターグッズがもらえた。

## ゲームとしての概観
たまごっちに代表される育成ゲーム、それも女性誌などでじわじわと人気が出てきたキャラクターを使ったゲームである。いわゆるキャラゲーはゲームシステムに依存していなくても既存のファンが購入してしまい、またキャラクターの版権利用料等オリジナルのゲームでは発生しない費用が発生する都合予算も制約がかかってしまうため、よほどのことがない限り作りが甘くなってしまう（システムの簡略化・使い回しの多発・矛盾性の多発など）ケースが多いが、本作も完全に当てはまってしまっている（しかも、本作は一度発売日が決定した後で半年以上延期しているものの、それでも「あそぶ」「おでかけ」コマンドを中心に力が入っていない箇所が多々有る）。その一方で販売本数は初動こそ1万本割れながらもキャラクターの人気と同じく、ゲームもじわじわ売れていった結果10万本達成を前に続編の発売が決定した。
なお、サンエックスの看板キャラクター・リラックマのゲーム(「わたしのリラックマ」）の5倍以上売れており、女性誌発信キャラクターのゲームで見てもお茶犬のもの(「[お茶犬の部屋DS]」)に続く売上を上げている。また、発売直後は1店舗あたり出荷本数が少なかったことで特に東京の量販店では早期に売り切れるところも散見された。小規模店舗に至っては仕入れ自体が無かったところも存在していた。